# Smörjning

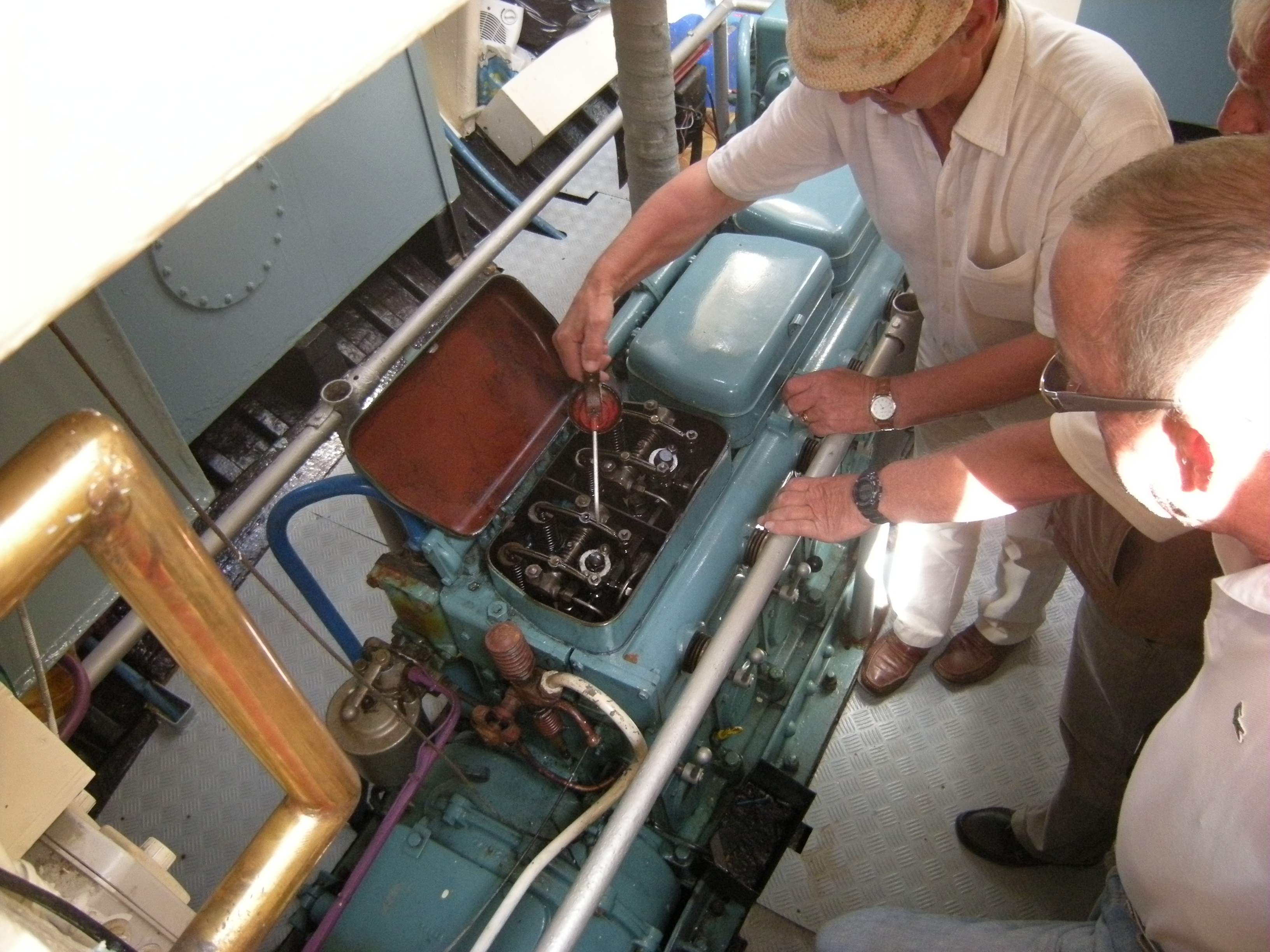
Smörjning av en båtmotor modell Baudouin DK6.

Smörjning innebär att man med hjälp av ett smörjmedel skapar bättre tribologiska förhållanden i kontakten mellan två ytor. Ofta används olika typer av oljor som smörjmedel. Men även andra vätskor och gaser kan fungera som smörjmedel, till exempel vatten och luft. Ytor som används under extrema förhållanden som mycket höga temperaturer eller i rymden (vakuum) kan behöva smörjas med fasta smörjmedel. Några exempel på fasta smörjmedel är grafit, molybdendisulfid och mjuka metaller som bly eller silver.
Smörjning med vätskor brukar delas in i tre olika regimer. Dessa är fullfilm-, gränsskikt- samt blandfilmsmörjning.

## Fullfilmsmörjning
Fullfilmsmörjning uppkommer tack vare hydrodynamiska mekanismer. I tunna spalter där smörjmedel tillförs kan ett tryck uppkomma i smörjmedlet som är tillräckligt högt för att bära den last som lagts på och därmed helt separera ytorna. Ett typiskt exempel på hydrodynamisk fullfilmsmörjning återfinns i glidlager. Smörjmedlet dras in i spalten mellan axel och lager tack vare axelns rotation. Genom att axeln inte ligger koncentriskt i lagret uppkommer en spalt som blir allt trängre. Smörjmedlet pressas in i den allt trängre spalten och ett tryck uppkommer – jämför med att tvinga in en grupp människor i en allt trängre korridor. Fullfilmsmörjning är mycket effektiv eftersom friktionen normalt blir väldigt låg och nötningen blir i princip obefintlig. Även kullager och kuggväxlar är hydrodynamiskt smorda. I dessa fall är kraften fördelad på en väldigt liten yta och kontakttrycket blir därför högt, så högt att ytorna deformeras och skapar den konvergerande spalt som behövs för att effektiv smörjning ska uppstå.
Det finns också hydrostatisk fullfilmsmörjning. Denna uppkommer om smörjmedlet med högt tryck tvingas in i spalten mellan ytorna. Hydrostatisk smörjning är långt ifrån lika vanlig som hydrodynamisk smörjning. Ett typiskt användningsområde är i vattenkraftverkens stora glidlager som bär upp hela generatorns och turbinens vikt. För att kunna initiera rotation måste ytorna separeras med hjälp av hydrostatiskt tryck.

## Gränsskiktssmörjning (boundary lubrication)
I vissa fall kan inte hydrodynamisk fullfilmsmörjning uppstå. Detta sker till exempel om spalten mellan ytorna inte får den avsmalnande (konvergerande) form som beskrivits ovan. Samma sak gäller då smörjmedlets viskositet är för låg eller när glidhastigheten är för låg. Då separeras inte ytorna utan kontaktkraften överförs direkt av ytornas mikro-toppar (de s.k. asperiteterna). Även i detta fall är ett smörjmedel till stor hjälp för att minska friktion och nötning. Både friktion och nötning kan bli omfattande om inte smörjmedlet innehåller komponenter, s.k. additiv, som skapar skyddande filmer genom fysisk eller kemisk interaktion med ytmaterialen. Friktionen kan bli så hög att så höga temperaturer uppstår så att ytorna smälter samman. Detta kallas skärning. Genom att tillföra EP-additiv som innehåller svavel- eller fosforföreningar kan reaktioner med ytan uppkomma som skapar skyddande sulfid- eller fosfatfilmer. Andra additiv skyddar mot kontinuerlig nötning, ett mycket vanligt förekommande exempel är zinkdialkylditiofosfat (ZDDP).

## Blandfilmsmörjning
Övergången mellan gränsskiktsmörjning och fullfilmsmörjning kallas blandfilmsmörjning (mixed lubrication). I detta fall bär ytornas toppar en del av kontaktkraften och hydrodynamiska krafter i smörjmedlet bär resten. Friktionen är lägre än vid gränsskiktsmörjning men högre än vid fullfilmsmörjning. Nötningen kan vara högre än vid gränsskiktsmörjning eftersom glidhastigheten är högre men normalt är blandfilmsmörjning gynnsammare än gränsskiktsmörjning. Många maskinelement arbetar under blandfilmsmörjning åtminstone under vissa driftförhållanden. Några exempel är kolvringar vid vändlägena och våta kopplingar i automatväxellådor då de ansätts. I det senare fallet passeras för övrigt alla tre regimerna.